# Каїри (Березівський район)
Каї́ри — село Курісовської сільської громади Березівського району Одеської області в Україні. Населення становить 682 осіб.
Поблизу села розташовано ландшафтний заказник місцевого значення «Каїрівський».

## Історія

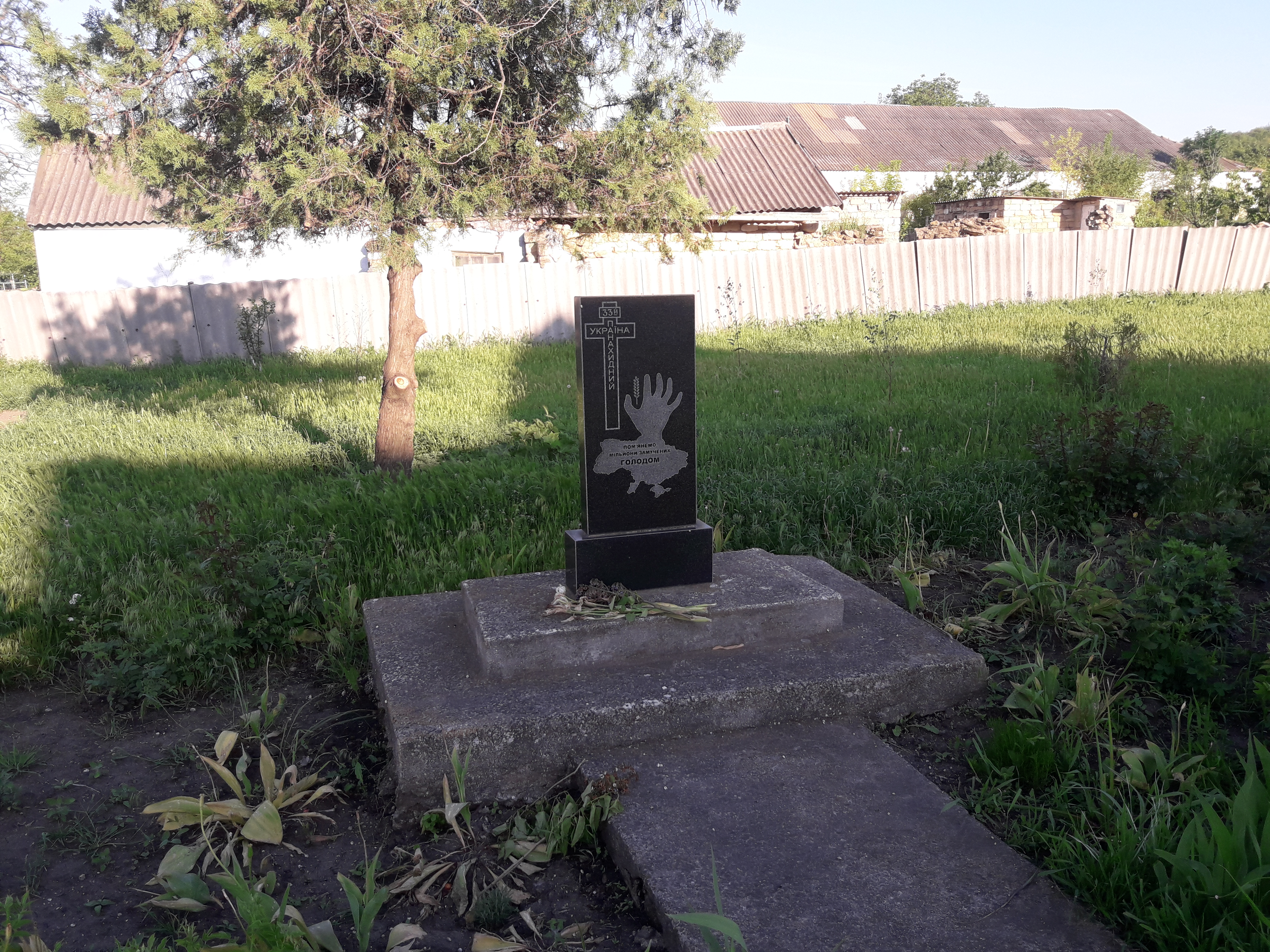
Меморіал жертвам Голодомору

Станом на 1886 у селі Курісо-Покровської волості Одеського повіту Херсонської губернії мешкала 491 особа, налічувалось 83 дворових господарства, існувала лавка.

## Населення
Згідно з переписом УРСР 1989 року чисельність наявного населення села становила 697 осіб, з яких 306 чоловіків та 391 жінка.
За переписом населення України 2001 року в селі мешкали 682 особи.

### Мова

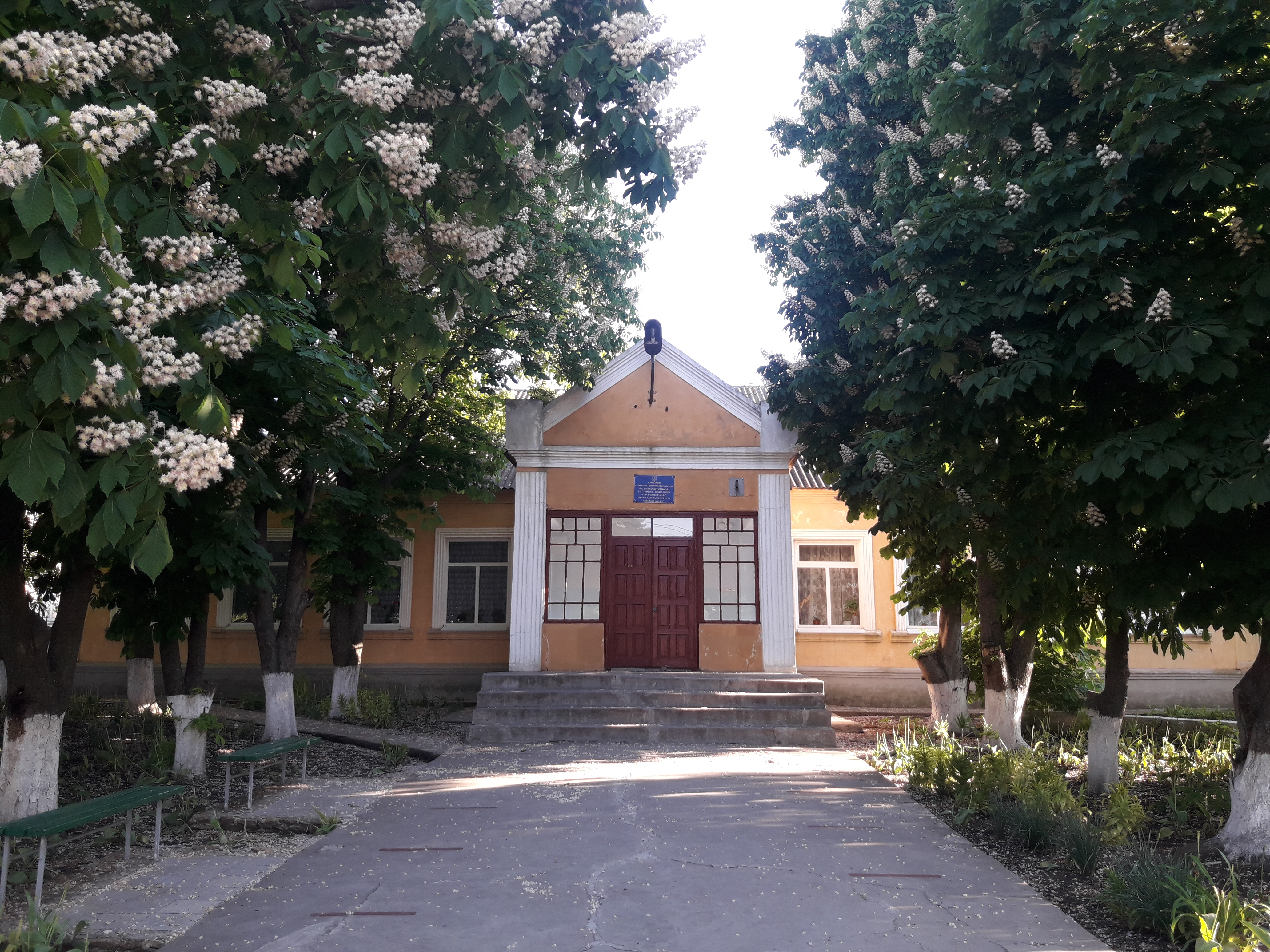
Будівля школи

Розподіл населення за рідною мовою за даними перепису 2001 року:
| Мова       | Відсоток |
| ---------- | -------- |
| українська | 93,84 %  |
| російська  | 3,52 %   |
| молдовська | 1,47 %   |
| білоруська | 0,44 %   |
| болгарська | 0,29 %   |
| гагаузька  | 0,15 %   |
| інші       | 0,29 %   |